# Anton Hubert Fischer
Pour les articles homonymes, voir Fischer.
Anton Hubert Fischer  (né le 30 mai 1840 à Juliers  en province de Rhénanie, et mort le 30 juillet 1912 à Bad Neuenahr) est un cardinal allemand du début du XXe siècle.

## Biographie
Fischer est professeur au lycée d'Essen et professeur à l'université de Cologne. Il est élu évêque titulaire de Juliopolis (de) en 1889 et archevêque de Cologne en 1902. Le pape Léon XIII le crée cardinal lors du consistoire du 22 juin 1903.
Fischer participe au conclave de 1903, lors duquel Pie X est élu pape.

## Succession apostolique
Anton Hubert Fischer a ordonné les évêques suivants :
- Évêque Emile-Auguste Allgeyer (de), C.S.Sp. (1897)
- Évêque Joseph Müller (de) (1903)
- Évêque François-Xavier Vogt, C.S.Sp. (1906)
- Cardinal Karl Joseph Schulte (1910)
- Cardinal Felix von Hartmann (1911)